# Трактрак блідий
Трактра́к блідий (Emarginata tractrac) — вид горобцеподібних птахів родини мухоловкових (Muscicapidae). Мешкає в Південній Африці.

## Опис
Довжина птаха становить 14—15 см, вага 20 г. Верхня частина тіла блідо-коричнювато-сіра або білувата, в залежності від підвиду, нижня частина тіла біла. Хвіст білий, на кінці хвоста чорна смуга у вигляді перевернутої літери V. Очі темні, дзьоб короткий, прямий, лапи чорні. Вокалізації — крики «трак-трак».

## Підвиди
Виділяють п'ять підвидів:

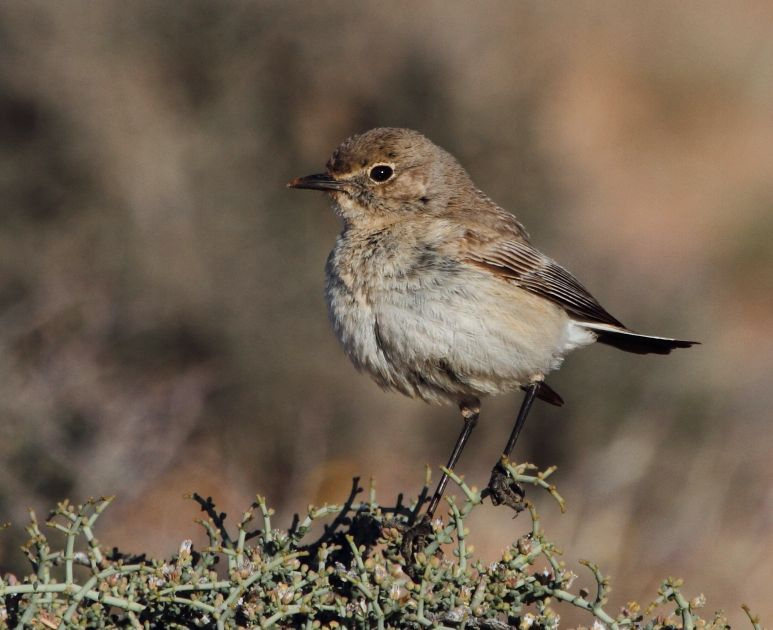
Блідий трактрак (ПАР)

- E. t. hoeschi (Niethammer, 1955) — прибережні пустелі на південному заході Анголи і на північному заході Намібії;
- E. t. albicans (Wahlberg, 1855) — прибережні райони Намібії (Дамараленд і Намакваленд[en]);
- E. t. barlowi (Roberts, 1937) — Південна Намібія;
- E. t. nebulosa (Clancey, 1962) — прибережні піщані дюни на південному заході Намібії і на північному заході ПАР;
- E. t. tractrac (Wilkes, 1817) — захід ПАР.

## Поширення і екологія
Бліді трактраки мешкають в Анголі, Намібії і Південно-Африканській Республіці. Вони живуть в сухих чагарникових заростях кару, в гравійних пустелях та на прибережних дюнах. Зустрічаються поодинці або парами. Живляться комахами, зокрема метеликами, бджолами, осами, сараною і мурахами, яких шукають на землі. Бліді трактраки є моногамними птахами, утворюють пари на все життя. Гніздо чашоподібне, робиться з сухої трави й листя, розміщується на землі, зазвичай під чагарником. У кладці 2—3 червонуватих яєць.